# Michael Gbinije
Michael Patrick Gbinije (Hartford, 5 giugno 1992) è un cestista statunitense con cittadinanza nigeriana.

## Carriera
È stato selezionato dai Detroit Pistons al secondo giro del Draft NBA 2016 (49ª scelta assoluta).
Con la Nigeria ha disputato i Campionati africani del 2015 e i Giochi olimpici di Rio de Janeiro 2016.